# Żezkazgan
Żezkazgan (kazach. – Жезқазған; ros. – Жезказган; do 1992 Dżezkazgan, ros. Джезказган) – miasto leżące nad rzeką Karakenggyr, stolica obwodu ułytauskiego w środkowym Kazachstanie. 
Uzyskało prawa miejskie 20 grudnia 1954, gdy miało ok. 30 000 mieszkańców. Było to po powstaniu więźniów w pobliskim gułagu – Kengirze. Na początku 2021 roku liczyło liczy 87 254 mieszkańców.
Posiada połączenie kolejowe z Karagandą oraz port lotniczy. 
W pobliżu miasta znajdują się złoża miedzi, która przerabiana jest w miejscowej hucie, z wydobyciem miedzi związana jest nazwa miasta. Poza tym jest to ośrodek przemysłu spożywczego. 
W jego rejonie wielokrotnie lądowały bezzałogowe sondy i załogowe statki kosmiczne.
W tej miejscowości mieści się także rzymskokatolicka Parafia Przemienienia Pańskiego.